# Nola cycota
Nola cycota är en fjärilsart som beskrevs av Edward Meyrick 1886. Nola cycota ingår i släktet Nola och familjen trågspinnare. Inga underarter finns listade i Catalogue of Life.